# Now新聞報道
《Now新聞報道》（英語：Now News）是香港Now新聞台製作的新聞節目，其競爭對手有無綫電視的《六點半新聞報道》、《手語新聞報道》、HOY資訊台的《手語新聞報道》、《六點半新聞報道》、港台電視的《新聞天地》和鳳凰衛視香港台的《全球新聞報道》。
節目於Now新聞台、Now財經台及ViuTV播放。Now新聞台播放所有時段；Now財經台播放部份時段；ViuTV現時於每日18:00及19:00播放共兩節，分別以《6點新聞報道》及《7點新聞報道》名義播出，若因節目調動關係並非在上述時段播出，會改為以《新聞報道》（如23:00前播映）／《深宵新聞》（如23:00後播映）名義播出，港股交易日《7點新聞報道》，在新聞完結後，還會重播一節《世味天下》，以加強其他電視台對延長並加強新聞內容的競爭。

## 歷史
2006年3月20日，now財經台於當天09:00啟播，同日10:00正式開台，當時《now新聞報道》只於星期一至五09:00-09:30、13:00-14:00、17:00-20:00、20:30-21:00、及交易時段期間播放（非港股交易日則會全日播放）。12月9日，隨now財經台於周末增設全日新聞報道，《now新聞報道》亦相應增加播放時間。
2007年5月2日起，於交易時段期間的《now新聞報道》配合now財經台節目重組而取消。10月24日，now新聞台啟播，當日早上9時起《now新聞報道》改由now新聞台製作，而now財經台除星期一至五（港股交易日）將《牛熊先機》由09:30提早至09:00播映及將20:30-21:00改播《now財經新聞》外，均於原有播放時間作出聯播。
2010年11月15日起，配合now新聞台重組晚間播放時段，《now新聞報道》新增20:00-20:30及22:30-23:00播出，同時21:00-21:48取消播出，其中20:00一節與now香港台聯播（但2011年9月12日起取消）。2013年1月7日，星期一至五（港股交易日）12:30-13:00《now新聞報道》更名為《now午間新聞》。
2013年6月17日至2016年3月18日期間，now香港台逢星期一至五19:30-19:55聯播《now新聞報道》。如now香港台當日需播映特備節目（如國慶晚會）會暫停聯播；如now新聞台當日需播映特備新聞節目（如《施政論壇》）而需暫停播映19:00及19:30兩節新聞，now香港台19:30會改為重播自製旅遊或飲食節目。
2013年7月15日起，配合now新聞台取消在20:30轉播《大鳴大放》，《now新聞報道》新增20:30-21:00播出。
2016年3月28日起，因應now財經台《大鳴大放》改為星期六、日20:30-21:00播映，《now新聞報道》取消於該時間及22:30一節聯播，並於星期一至五增加聯播19:30一節。
2016年3月31日起，ViuTV試播，並每日聯播18:00及20:00兩節《now新聞報道》，但節目表顯示分別以《6點新聞報道》及《8點新聞報道》名義播放；此外，由於Now新聞台逢星期一22:30播映《經緯線》，逢星期一會取消22:30《now新聞報道》。 
2018年4月30日起，因應ViuTV星期一至五黃金時間節目重新編排及配合世界盃賽事直播關係，由當日開始取消聯播20:00的一節《now新聞報道》，並改為每日聯播18:00及19:00兩節《now新聞報道》，以《6點新聞報道》及《7點新聞報道》名義播放。
2018年6月14日起，ViuTV以高清試播18:00一節《now新聞報道》。6月16日起，19:00一節《now新聞報道》亦以高清播放。惟截至6月21日，高清畫面僅限新聞主播於錄影廠畫面，新聞畫面仍未達致高清。
2018年7月21日起，為配合廠景裝修，所有新聞均暫時改為在Now新聞台副直播室拍攝。
2018年8月13日起，《now新聞報道》改以高清播出，採用新的主播桌和電視螢幕背景，惟自2013年12月30日起提供的梳化景全數取消。
2020年3月24日至4月5日期間，因Now新聞部一名男剪接師3月23日晚上確診感染2019冠狀病毒病，位於灣仔電訊大廈3樓的辦公室須關閉進行消毒清潔，部分錄影廠節目被迫暫停，包括《Now早晨》（08:00-09:00）、《時事全方位》及《時事9點鐘》，now新聞台原時段改為播映《Now新聞報道》。於08:00-12:00及14:00-19:00，臨時改為每半小時新聞只於雙數整點作直播，其餘時段重播；而於原訂《時事9點鐘》時段亦直播半小時的《Now新聞報道》，其後時段重播。3月30日起，Now新聞台《時事全方位》恢復播出，播出時間縮短至09:30-11:00，而原定於10:00-10:30直播的《Now新聞報道》延至11:00-11:30直播。此外3月24日至29日now財經台部分節目亦被迫暫停，受影響節目時段改為與now新聞台同步播映《Now新聞報道》（23:00後則播映《now深宵新聞》）；3月30日起，Now財經台逐步恢復播映部份節目，並逐步取消聯播Now新聞台新聞報道。2020年4月6日起Now新聞台及Now財經台所有節目均回復正常安排。
2020年12月16日至2021年2月28日期間，星期六及日13:00-14:00改為播映《Now新聞報道》。
2021年6月26日起，星期六、日以及公眾假期（2021年7月1日除外）13:00-14:00改為播映《Now新聞報道》，而星期六及日14:00、14:30、16:00及16:30均改為錄播前一節新聞。
2021年11月8日起，因應《時事9點鐘》取消播映，星期一至五港股交易日21:00-22:00改為播映《Now新聞報道》。
2022年3月2日至4月8日期間，星期一至五13:00-14:00改為播映《Now新聞報道》，而14:00、14:30、16:00、16:30、20:00及20:30均改為錄播前一節新聞。
2023年7月1日起，星期六、日19:30一節新聞取消播映，改為播映《大鳴大放》。
2023年7月31日起，18:00的一節新聞於ViuTV播放時增設由聾人機構「龍耳」提供即時手語傳譯。

## 播出時段

### ViuTV
- 每日18:00、19:00分別以《6點新聞報道》及《7點新聞報道》名義播出，每節長20-30分鐘（連廣告）。
- 若當日Now新聞台因播映特備節目需暫停播出19:00一節新聞，ViuTV的《7點新聞報道》會改為錄播Now新聞台18:00的一節新聞。
- 八號或以上熱帶氣旋警告信號生效時，每小時聯播第一節新聞（為《風暴消息》）。

### now新聞台
一般09:00至12:00、13:00/14:00至23:00每半小時播映一節，每小時00分鐘開始直播（週末14:00及16:00除外）及30分鐘開始錄播（《時事全方位》時段內除外）。每節結束時間請參見播出時間表。

### now財經台
- 星期一至五港股交易日：17:00-17:20、17:30-17:50、18:00-18:20、18:30-19:50、19:30-20:00播出。若港股休市（包括半日或全日），Now財經台相應財經節目時段改為聯播新聞。
- 星期一至五公眾假期：除美股交易日22:30-23:00改播《環球金融快線》，其餘時間均與now新聞台聯播。
- 星期六、日09:00-09:20、10:00-10:20、11:00-11:20、11:30-11:50、13:00-13:20、13:30-13:50、14:00-14:20、14:30-14:50、15:00-15:20、15:30-15:50、16:00-16:20、16:30-16:50、17:00-17:20、18:00-20:30、21:00-22:30播出。

### 播出時間表
- 結束時間橙字代表直播；藍字則代表錄播。
- 背景為「 」代表該節只在now新聞台播出，而now財經台則不會聯播。
- 背景為「 」代表該節在now新聞台、now財經台、ViuTV三台聯播。
- 背景為「 」代表該節在now新聞台、ViuTV兩台聯播。
- 背景為「 」代表該節只在now財經台播出，而now新聞台則不會聯播。
- 約每10分鐘播一次廣告。
（括號表示特別調動下，在特別時段播出之安排。）

| 開始時間 | 結束時間                                | 結束時間                                | 結束時間 | 結束時間 | 拍攝位置 |
| 開始時間 | 星期一至五                              | 星期一至五                              | 星期六   | 星期日   | 拍攝位置 |
| 開始時間 | 港股交易日                              | 公眾假期                                | 星期六   | 星期日   | 拍攝位置 |
| 09:00    | 09:30                                   | 09:30                                   | 09:20    | 09:20    | now新聞台直播室（左方，使用大螢幕）： 星期一至五（港股交易日） 09:00-09:30、15:00-17:00、18:00-18:30、20:00-21:00、22:00-23:00 星期一至五（公眾假期）、星期六及日 09:00-11:00、16:00-18:00、22:00-23:00 now新聞台直播室（左方，使用中螢幕）： 星期一至五（港股交易日） 10:00-12:00、14:00-15:00、17:00-18:00、18:30-19:00 星期一至五（公眾假期）、星期六及日 11:00-12:00、14:00-16:00、20:00-22:00 now新聞台第三直播室（高清攝影）： 星期一至五（公眾假期）、星期六及日 18:00-20:00 now新聞台直播室（中間，使用中螢幕）： 星期一至五（港股交易日）19:00-20:00 （如需播出足球賽事精華，若當日為星期一至五， 09:00、09:30（公眾假期）、15:00、15:30均提前10分鐘結束） |
| 09:30    | ／                                      | 10:00                                   | 09:50    | 09:50    | now新聞台直播室（左方，使用大螢幕）： 星期一至五（港股交易日） 09:00-09:30、15:00-17:00、18:00-18:30、20:00-21:00、22:00-23:00 星期一至五（公眾假期）、星期六及日 09:00-11:00、16:00-18:00、22:00-23:00 now新聞台直播室（左方，使用中螢幕）： 星期一至五（港股交易日） 10:00-12:00、14:00-15:00、17:00-18:00、18:30-19:00 星期一至五（公眾假期）、星期六及日 11:00-12:00、14:00-16:00、20:00-22:00 now新聞台第三直播室（高清攝影）： 星期一至五（公眾假期）、星期六及日 18:00-20:00 now新聞台直播室（中間，使用中螢幕）： 星期一至五（港股交易日）19:00-20:00 （如需播出足球賽事精華，若當日為星期一至五， 09:00、09:30（公眾假期）、15:00、15:30均提前10分鐘結束） |
| 10:00    | 10:10                                   | 10:30                                   | 10:20    | 10:20    | now新聞台直播室（左方，使用大螢幕）： 星期一至五（港股交易日） 09:00-09:30、15:00-17:00、18:00-18:30、20:00-21:00、22:00-23:00 星期一至五（公眾假期）、星期六及日 09:00-11:00、16:00-18:00、22:00-23:00 now新聞台直播室（左方，使用中螢幕）： 星期一至五（港股交易日） 10:00-12:00、14:00-15:00、17:00-18:00、18:30-19:00 星期一至五（公眾假期）、星期六及日 11:00-12:00、14:00-16:00、20:00-22:00 now新聞台第三直播室（高清攝影）： 星期一至五（公眾假期）、星期六及日 18:00-20:00 now新聞台直播室（中間，使用中螢幕）： 星期一至五（港股交易日）19:00-20:00 （如需播出足球賽事精華，若當日為星期一至五， 09:00、09:30（公眾假期）、15:00、15:30均提前10分鐘結束） |
| 10:30    | 10:40                                   | 11:00                                   | 10:50    | 10:50    | now新聞台直播室（左方，使用大螢幕）： 星期一至五（港股交易日） 09:00-09:30、15:00-17:00、18:00-18:30、20:00-21:00、22:00-23:00 星期一至五（公眾假期）、星期六及日 09:00-11:00、16:00-18:00、22:00-23:00 now新聞台直播室（左方，使用中螢幕）： 星期一至五（港股交易日） 10:00-12:00、14:00-15:00、17:00-18:00、18:30-19:00 星期一至五（公眾假期）、星期六及日 11:00-12:00、14:00-16:00、20:00-22:00 now新聞台第三直播室（高清攝影）： 星期一至五（公眾假期）、星期六及日 18:00-20:00 now新聞台直播室（中間，使用中螢幕）： 星期一至五（港股交易日）19:00-20:00 （如需播出足球賽事精華，若當日為星期一至五， 09:00、09:30（公眾假期）、15:00、15:30均提前10分鐘結束） |
| 11:00    | 11:10                                   | 11:30                                   | 11:20    | 11:20    | now新聞台直播室（左方，使用大螢幕）： 星期一至五（港股交易日） 09:00-09:30、15:00-17:00、18:00-18:30、20:00-21:00、22:00-23:00 星期一至五（公眾假期）、星期六及日 09:00-11:00、16:00-18:00、22:00-23:00 now新聞台直播室（左方，使用中螢幕）： 星期一至五（港股交易日） 10:00-12:00、14:00-15:00、17:00-18:00、18:30-19:00 星期一至五（公眾假期）、星期六及日 11:00-12:00、14:00-16:00、20:00-22:00 now新聞台第三直播室（高清攝影）： 星期一至五（公眾假期）、星期六及日 18:00-20:00 now新聞台直播室（中間，使用中螢幕）： 星期一至五（港股交易日）19:00-20:00 （如需播出足球賽事精華，若當日為星期一至五， 09:00、09:30（公眾假期）、15:00、15:30均提前10分鐘結束） |
| 11:30    | 11:40                                   | 12:00                                   | 11:50    | 11:50    | now新聞台直播室（左方，使用大螢幕）： 星期一至五（港股交易日） 09:00-09:30、15:00-17:00、18:00-18:30、20:00-21:00、22:00-23:00 星期一至五（公眾假期）、星期六及日 09:00-11:00、16:00-18:00、22:00-23:00 now新聞台直播室（左方，使用中螢幕）： 星期一至五（港股交易日） 10:00-12:00、14:00-15:00、17:00-18:00、18:30-19:00 星期一至五（公眾假期）、星期六及日 11:00-12:00、14:00-16:00、20:00-22:00 now新聞台第三直播室（高清攝影）： 星期一至五（公眾假期）、星期六及日 18:00-20:00 now新聞台直播室（中間，使用中螢幕）： 星期一至五（港股交易日）19:00-20:00 （如需播出足球賽事精華，若當日為星期一至五， 09:00、09:30（公眾假期）、15:00、15:30均提前10分鐘結束） |
| 12:00    | ／                                      | ／                                      | ／       | ／       | now新聞台直播室（左方，使用大螢幕）： 星期一至五（港股交易日） 09:00-09:30、15:00-17:00、18:00-18:30、20:00-21:00、22:00-23:00 星期一至五（公眾假期）、星期六及日 09:00-11:00、16:00-18:00、22:00-23:00 now新聞台直播室（左方，使用中螢幕）： 星期一至五（港股交易日） 10:00-12:00、14:00-15:00、17:00-18:00、18:30-19:00 星期一至五（公眾假期）、星期六及日 11:00-12:00、14:00-16:00、20:00-22:00 now新聞台第三直播室（高清攝影）： 星期一至五（公眾假期）、星期六及日 18:00-20:00 now新聞台直播室（中間，使用中螢幕）： 星期一至五（港股交易日）19:00-20:00 （如需播出足球賽事精華，若當日為星期一至五， 09:00、09:30（公眾假期）、15:00、15:30均提前10分鐘結束） |
| 13:00    | ／                                      | 13:30                                   | 13:20    | 13:20    | now新聞台直播室（左方，使用大螢幕）： 星期一至五（港股交易日） 09:00-09:30、15:00-17:00、18:00-18:30、20:00-21:00、22:00-23:00 星期一至五（公眾假期）、星期六及日 09:00-11:00、16:00-18:00、22:00-23:00 now新聞台直播室（左方，使用中螢幕）： 星期一至五（港股交易日） 10:00-12:00、14:00-15:00、17:00-18:00、18:30-19:00 星期一至五（公眾假期）、星期六及日 11:00-12:00、14:00-16:00、20:00-22:00 now新聞台第三直播室（高清攝影）： 星期一至五（公眾假期）、星期六及日 18:00-20:00 now新聞台直播室（中間，使用中螢幕）： 星期一至五（港股交易日）19:00-20:00 （如需播出足球賽事精華，若當日為星期一至五， 09:00、09:30（公眾假期）、15:00、15:30均提前10分鐘結束） |
| 13:30    | ／                                      | 14:00                                   | 13:50    | 13:50    | now新聞台直播室（左方，使用大螢幕）： 星期一至五（港股交易日） 09:00-09:30、15:00-17:00、18:00-18:30、20:00-21:00、22:00-23:00 星期一至五（公眾假期）、星期六及日 09:00-11:00、16:00-18:00、22:00-23:00 now新聞台直播室（左方，使用中螢幕）： 星期一至五（港股交易日） 10:00-12:00、14:00-15:00、17:00-18:00、18:30-19:00 星期一至五（公眾假期）、星期六及日 11:00-12:00、14:00-16:00、20:00-22:00 now新聞台第三直播室（高清攝影）： 星期一至五（公眾假期）、星期六及日 18:00-20:00 now新聞台直播室（中間，使用中螢幕）： 星期一至五（港股交易日）19:00-20:00 （如需播出足球賽事精華，若當日為星期一至五， 09:00、09:30（公眾假期）、15:00、15:30均提前10分鐘結束） |
| 14:00    | 14:20                                   | 14:30                                   | 14:20    | 14:20    | now新聞台直播室（左方，使用大螢幕）： 星期一至五（港股交易日） 09:00-09:30、15:00-17:00、18:00-18:30、20:00-21:00、22:00-23:00 星期一至五（公眾假期）、星期六及日 09:00-11:00、16:00-18:00、22:00-23:00 now新聞台直播室（左方，使用中螢幕）： 星期一至五（港股交易日） 10:00-12:00、14:00-15:00、17:00-18:00、18:30-19:00 星期一至五（公眾假期）、星期六及日 11:00-12:00、14:00-16:00、20:00-22:00 now新聞台第三直播室（高清攝影）： 星期一至五（公眾假期）、星期六及日 18:00-20:00 now新聞台直播室（中間，使用中螢幕）： 星期一至五（港股交易日）19:00-20:00 （如需播出足球賽事精華，若當日為星期一至五， 09:00、09:30（公眾假期）、15:00、15:30均提前10分鐘結束） |
| 14:30    | 14:50                                   | 15:00                                   | 14:50    | 14:50    | now新聞台直播室（左方，使用大螢幕）： 星期一至五（港股交易日） 09:00-09:30、15:00-17:00、18:00-18:30、20:00-21:00、22:00-23:00 星期一至五（公眾假期）、星期六及日 09:00-11:00、16:00-18:00、22:00-23:00 now新聞台直播室（左方，使用中螢幕）： 星期一至五（港股交易日） 10:00-12:00、14:00-15:00、17:00-18:00、18:30-19:00 星期一至五（公眾假期）、星期六及日 11:00-12:00、14:00-16:00、20:00-22:00 now新聞台第三直播室（高清攝影）： 星期一至五（公眾假期）、星期六及日 18:00-20:00 now新聞台直播室（中間，使用中螢幕）： 星期一至五（港股交易日）19:00-20:00 （如需播出足球賽事精華，若當日為星期一至五， 09:00、09:30（公眾假期）、15:00、15:30均提前10分鐘結束） |
| 15:00    | 15:30                                   | 15:30                                   | 15:20    | 15:20    | now新聞台直播室（左方，使用大螢幕）： 星期一至五（港股交易日） 09:00-09:30、15:00-17:00、18:00-18:30、20:00-21:00、22:00-23:00 星期一至五（公眾假期）、星期六及日 09:00-11:00、16:00-18:00、22:00-23:00 now新聞台直播室（左方，使用中螢幕）： 星期一至五（港股交易日） 10:00-12:00、14:00-15:00、17:00-18:00、18:30-19:00 星期一至五（公眾假期）、星期六及日 11:00-12:00、14:00-16:00、20:00-22:00 now新聞台第三直播室（高清攝影）： 星期一至五（公眾假期）、星期六及日 18:00-20:00 now新聞台直播室（中間，使用中螢幕）： 星期一至五（港股交易日）19:00-20:00 （如需播出足球賽事精華，若當日為星期一至五， 09:00、09:30（公眾假期）、15:00、15:30均提前10分鐘結束） |
| 15:30    | 16:00                                   | 16:00                                   | 15:50    | 15:50    | now新聞台直播室（左方，使用大螢幕）： 星期一至五（港股交易日） 09:00-09:30、15:00-17:00、18:00-18:30、20:00-21:00、22:00-23:00 星期一至五（公眾假期）、星期六及日 09:00-11:00、16:00-18:00、22:00-23:00 now新聞台直播室（左方，使用中螢幕）： 星期一至五（港股交易日） 10:00-12:00、14:00-15:00、17:00-18:00、18:30-19:00 星期一至五（公眾假期）、星期六及日 11:00-12:00、14:00-16:00、20:00-22:00 now新聞台第三直播室（高清攝影）： 星期一至五（公眾假期）、星期六及日 18:00-20:00 now新聞台直播室（中間，使用中螢幕）： 星期一至五（港股交易日）19:00-20:00 （如需播出足球賽事精華，若當日為星期一至五， 09:00、09:30（公眾假期）、15:00、15:30均提前10分鐘結束） |
| 16:00    | 16:30                                   | 16:30                                   | 16:20    | 16:20    | now新聞台直播室（左方，使用大螢幕）： 星期一至五（港股交易日） 09:00-09:30、15:00-17:00、18:00-18:30、20:00-21:00、22:00-23:00 星期一至五（公眾假期）、星期六及日 09:00-11:00、16:00-18:00、22:00-23:00 now新聞台直播室（左方，使用中螢幕）： 星期一至五（港股交易日） 10:00-12:00、14:00-15:00、17:00-18:00、18:30-19:00 星期一至五（公眾假期）、星期六及日 11:00-12:00、14:00-16:00、20:00-22:00 now新聞台第三直播室（高清攝影）： 星期一至五（公眾假期）、星期六及日 18:00-20:00 now新聞台直播室（中間，使用中螢幕）： 星期一至五（港股交易日）19:00-20:00 （如需播出足球賽事精華，若當日為星期一至五， 09:00、09:30（公眾假期）、15:00、15:30均提前10分鐘結束） |
| 16:30    | 17:00                                   | 17:00                                   | 17:00    | 17:00    | now新聞台直播室（左方，使用大螢幕）： 星期一至五（港股交易日） 09:00-09:30、15:00-17:00、18:00-18:30、20:00-21:00、22:00-23:00 星期一至五（公眾假期）、星期六及日 09:00-11:00、16:00-18:00、22:00-23:00 now新聞台直播室（左方，使用中螢幕）： 星期一至五（港股交易日） 10:00-12:00、14:00-15:00、17:00-18:00、18:30-19:00 星期一至五（公眾假期）、星期六及日 11:00-12:00、14:00-16:00、20:00-22:00 now新聞台第三直播室（高清攝影）： 星期一至五（公眾假期）、星期六及日 18:00-20:00 now新聞台直播室（中間，使用中螢幕）： 星期一至五（港股交易日）19:00-20:00 （如需播出足球賽事精華，若當日為星期一至五， 09:00、09:30（公眾假期）、15:00、15:30均提前10分鐘結束） |
| 17:00    | 17:20                                   | 17:30                                   | 17:20    | 17:20    | now新聞台直播室（左方，使用大螢幕）： 星期一至五（港股交易日） 09:00-09:30、15:00-17:00、18:00-18:30、20:00-21:00、22:00-23:00 星期一至五（公眾假期）、星期六及日 09:00-11:00、16:00-18:00、22:00-23:00 now新聞台直播室（左方，使用中螢幕）： 星期一至五（港股交易日） 10:00-12:00、14:00-15:00、17:00-18:00、18:30-19:00 星期一至五（公眾假期）、星期六及日 11:00-12:00、14:00-16:00、20:00-22:00 now新聞台第三直播室（高清攝影）： 星期一至五（公眾假期）、星期六及日 18:00-20:00 now新聞台直播室（中間，使用中螢幕）： 星期一至五（港股交易日）19:00-20:00 （如需播出足球賽事精華，若當日為星期一至五， 09:00、09:30（公眾假期）、15:00、15:30均提前10分鐘結束） |
| 17:30    | 17:50                                   | 18:00                                   | 17:50    | 17:50    | now新聞台直播室（左方，使用大螢幕）： 星期一至五（港股交易日） 09:00-09:30、15:00-17:00、18:00-18:30、20:00-21:00、22:00-23:00 星期一至五（公眾假期）、星期六及日 09:00-11:00、16:00-18:00、22:00-23:00 now新聞台直播室（左方，使用中螢幕）： 星期一至五（港股交易日） 10:00-12:00、14:00-15:00、17:00-18:00、18:30-19:00 星期一至五（公眾假期）、星期六及日 11:00-12:00、14:00-16:00、20:00-22:00 now新聞台第三直播室（高清攝影）： 星期一至五（公眾假期）、星期六及日 18:00-20:00 now新聞台直播室（中間，使用中螢幕）： 星期一至五（港股交易日）19:00-20:00 （如需播出足球賽事精華，若當日為星期一至五， 09:00、09:30（公眾假期）、15:00、15:30均提前10分鐘結束） |
| 18:00    | 18:30                                   | 18:30                                   | 18:30    | 18:30    | now新聞台直播室（左方，使用大螢幕）： 星期一至五（港股交易日） 09:00-09:30、15:00-17:00、18:00-18:30、20:00-21:00、22:00-23:00 星期一至五（公眾假期）、星期六及日 09:00-11:00、16:00-18:00、22:00-23:00 now新聞台直播室（左方，使用中螢幕）： 星期一至五（港股交易日） 10:00-12:00、14:00-15:00、17:00-18:00、18:30-19:00 星期一至五（公眾假期）、星期六及日 11:00-12:00、14:00-16:00、20:00-22:00 now新聞台第三直播室（高清攝影）： 星期一至五（公眾假期）、星期六及日 18:00-20:00 now新聞台直播室（中間，使用中螢幕）： 星期一至五（港股交易日）19:00-20:00 （如需播出足球賽事精華，若當日為星期一至五， 09:00、09:30（公眾假期）、15:00、15:30均提前10分鐘結束） |
| 18:30    | 19:00                                   | 19:00                                   | 19:00    | 19:00    | now新聞台直播室（左方，使用大螢幕）： 星期一至五（港股交易日） 09:00-09:30、15:00-17:00、18:00-18:30、20:00-21:00、22:00-23:00 星期一至五（公眾假期）、星期六及日 09:00-11:00、16:00-18:00、22:00-23:00 now新聞台直播室（左方，使用中螢幕）： 星期一至五（港股交易日） 10:00-12:00、14:00-15:00、17:00-18:00、18:30-19:00 星期一至五（公眾假期）、星期六及日 11:00-12:00、14:00-16:00、20:00-22:00 now新聞台第三直播室（高清攝影）： 星期一至五（公眾假期）、星期六及日 18:00-20:00 now新聞台直播室（中間，使用中螢幕）： 星期一至五（港股交易日）19:00-20:00 （如需播出足球賽事精華，若當日為星期一至五， 09:00、09:30（公眾假期）、15:00、15:30均提前10分鐘結束） |
| 19:00    | 19:20                                   | 19:30                                   | 19:30    | 19:30    | now新聞台直播室（左方，使用大螢幕）： 星期一至五（港股交易日） 09:00-09:30、15:00-17:00、18:00-18:30、20:00-21:00、22:00-23:00 星期一至五（公眾假期）、星期六及日 09:00-11:00、16:00-18:00、22:00-23:00 now新聞台直播室（左方，使用中螢幕）： 星期一至五（港股交易日） 10:00-12:00、14:00-15:00、17:00-18:00、18:30-19:00 星期一至五（公眾假期）、星期六及日 11:00-12:00、14:00-16:00、20:00-22:00 now新聞台第三直播室（高清攝影）： 星期一至五（公眾假期）、星期六及日 18:00-20:00 now新聞台直播室（中間，使用中螢幕）： 星期一至五（港股交易日）19:00-20:00 （如需播出足球賽事精華，若當日為星期一至五， 09:00、09:30（公眾假期）、15:00、15:30均提前10分鐘結束） |
| 19:30    | 19:50                                   | 20:00                                   | 20:00    | 20:00    | now新聞台直播室（左方，使用大螢幕）： 星期一至五（港股交易日） 09:00-09:30、15:00-17:00、18:00-18:30、20:00-21:00、22:00-23:00 星期一至五（公眾假期）、星期六及日 09:00-11:00、16:00-18:00、22:00-23:00 now新聞台直播室（左方，使用中螢幕）： 星期一至五（港股交易日） 10:00-12:00、14:00-15:00、17:00-18:00、18:30-19:00 星期一至五（公眾假期）、星期六及日 11:00-12:00、14:00-16:00、20:00-22:00 now新聞台第三直播室（高清攝影）： 星期一至五（公眾假期）、星期六及日 18:00-20:00 now新聞台直播室（中間，使用中螢幕）： 星期一至五（港股交易日）19:00-20:00 （如需播出足球賽事精華，若當日為星期一至五， 09:00、09:30（公眾假期）、15:00、15:30均提前10分鐘結束） |
| 20:00    | 20:30                                   | 20:30                                   | 20:30    | 20:30    | now新聞台直播室（左方，使用大螢幕）： 星期一至五（港股交易日） 09:00-09:30、15:00-17:00、18:00-18:30、20:00-21:00、22:00-23:00 星期一至五（公眾假期）、星期六及日 09:00-11:00、16:00-18:00、22:00-23:00 now新聞台直播室（左方，使用中螢幕）： 星期一至五（港股交易日） 10:00-12:00、14:00-15:00、17:00-18:00、18:30-19:00 星期一至五（公眾假期）、星期六及日 11:00-12:00、14:00-16:00、20:00-22:00 now新聞台第三直播室（高清攝影）： 星期一至五（公眾假期）、星期六及日 18:00-20:00 now新聞台直播室（中間，使用中螢幕）： 星期一至五（港股交易日）19:00-20:00 （如需播出足球賽事精華，若當日為星期一至五， 09:00、09:30（公眾假期）、15:00、15:30均提前10分鐘結束） |
| 20:30    | 21:00                                   | 21:00                                   | 21:00    | 21:00    | now新聞台直播室（左方，使用大螢幕）： 星期一至五（港股交易日） 09:00-09:30、15:00-17:00、18:00-18:30、20:00-21:00、22:00-23:00 星期一至五（公眾假期）、星期六及日 09:00-11:00、16:00-18:00、22:00-23:00 now新聞台直播室（左方，使用中螢幕）： 星期一至五（港股交易日） 10:00-12:00、14:00-15:00、17:00-18:00、18:30-19:00 星期一至五（公眾假期）、星期六及日 11:00-12:00、14:00-16:00、20:00-22:00 now新聞台第三直播室（高清攝影）： 星期一至五（公眾假期）、星期六及日 18:00-20:00 now新聞台直播室（中間，使用中螢幕）： 星期一至五（港股交易日）19:00-20:00 （如需播出足球賽事精華，若當日為星期一至五， 09:00、09:30（公眾假期）、15:00、15:30均提前10分鐘結束） |
| 21:00    | 21:15（星期一、五） 21:30（星期二至四） | 21:15（星期一、五） 21:30（星期二至四） | 21:30    | 21:15    | now新聞台直播室（左方，使用大螢幕）： 星期一至五（港股交易日） 09:00-09:30、15:00-17:00、18:00-18:30、20:00-21:00、22:00-23:00 星期一至五（公眾假期）、星期六及日 09:00-11:00、16:00-18:00、22:00-23:00 now新聞台直播室（左方，使用中螢幕）： 星期一至五（港股交易日） 10:00-12:00、14:00-15:00、17:00-18:00、18:30-19:00 星期一至五（公眾假期）、星期六及日 11:00-12:00、14:00-16:00、20:00-22:00 now新聞台第三直播室（高清攝影）： 星期一至五（公眾假期）、星期六及日 18:00-20:00 now新聞台直播室（中間，使用中螢幕）： 星期一至五（港股交易日）19:00-20:00 （如需播出足球賽事精華，若當日為星期一至五， 09:00、09:30（公眾假期）、15:00、15:30均提前10分鐘結束） |
| 21:30    | 21:45（星期一、五） 22:00（星期二至四） | 21:45（星期一、五） 22:00（星期二至四） | 22:00    | 21:45    | now新聞台直播室（左方，使用大螢幕）： 星期一至五（港股交易日） 09:00-09:30、15:00-17:00、18:00-18:30、20:00-21:00、22:00-23:00 星期一至五（公眾假期）、星期六及日 09:00-11:00、16:00-18:00、22:00-23:00 now新聞台直播室（左方，使用中螢幕）： 星期一至五（港股交易日） 10:00-12:00、14:00-15:00、17:00-18:00、18:30-19:00 星期一至五（公眾假期）、星期六及日 11:00-12:00、14:00-16:00、20:00-22:00 now新聞台第三直播室（高清攝影）： 星期一至五（公眾假期）、星期六及日 18:00-20:00 now新聞台直播室（中間，使用中螢幕）： 星期一至五（港股交易日）19:00-20:00 （如需播出足球賽事精華，若當日為星期一至五， 09:00、09:30（公眾假期）、15:00、15:30均提前10分鐘結束） |
| 22:00    | 22:30                                   | 22:30                                   | 22:30    | 22:30    | now新聞台直播室（左方，使用大螢幕）： 星期一至五（港股交易日） 09:00-09:30、15:00-17:00、18:00-18:30、20:00-21:00、22:00-23:00 星期一至五（公眾假期）、星期六及日 09:00-11:00、16:00-18:00、22:00-23:00 now新聞台直播室（左方，使用中螢幕）： 星期一至五（港股交易日） 10:00-12:00、14:00-15:00、17:00-18:00、18:30-19:00 星期一至五（公眾假期）、星期六及日 11:00-12:00、14:00-16:00、20:00-22:00 now新聞台第三直播室（高清攝影）： 星期一至五（公眾假期）、星期六及日 18:00-20:00 now新聞台直播室（中間，使用中螢幕）： 星期一至五（港股交易日）19:00-20:00 （如需播出足球賽事精華，若當日為星期一至五， 09:00、09:30（公眾假期）、15:00、15:30均提前10分鐘結束） |
| 22:30    | ／（星期一） 23:00（星期二至五）        | ／（星期一） 23:00（星期二至五）        | 23:00    | 23:00    | now新聞台直播室（左方，使用大螢幕）： 星期一至五（港股交易日） 09:00-09:30、15:00-17:00、18:00-18:30、20:00-21:00、22:00-23:00 星期一至五（公眾假期）、星期六及日 09:00-11:00、16:00-18:00、22:00-23:00 now新聞台直播室（左方，使用中螢幕）： 星期一至五（港股交易日） 10:00-12:00、14:00-15:00、17:00-18:00、18:30-19:00 星期一至五（公眾假期）、星期六及日 11:00-12:00、14:00-16:00、20:00-22:00 now新聞台第三直播室（高清攝影）： 星期一至五（公眾假期）、星期六及日 18:00-20:00 now新聞台直播室（中間，使用中螢幕）： 星期一至五（港股交易日）19:00-20:00 （如需播出足球賽事精華，若當日為星期一至五， 09:00、09:30（公眾假期）、15:00、15:30均提前10分鐘結束） |

## 場景
- Now新聞台直播室大螢幕於19:00起會改用模擬維多利亞港夜景為背景。其他時段的大螢幕則會為虛擬大廈、齒輪、並斜排顯示Now News字樣，背景色為深藍色，與《now新聞報道》片頭的背景色相相同。

## 主播
- 港股交易日19:00直播由兩位主播主持，其餘則由一位主播主持。

## 收視（ViuTV）
| 播映日期                       | 電視直播收視 | 電視直播收視              | 備註   |
| 播映日期                       | 傍晚時段     | 晚上時段                  | 備註   |
| 2016年5月3日                   | 沒有資料     | 1.3點(20:00)              | [ 2 ]  |
| 2016年5月4日                   | 沒有資料     | 0.9點(20:00)              | [ 3 ]  |
| 2021年5月24日－2021年5月28日   | 1.4點        | 1.3點                     | [ 4 ]  |
| 2021年5月29日                  | 1.8點        | 1.0點                     | [ 4 ]  |
| 2021年5月30日                  | 1.9點        | 1.5點                     | [ 4 ]  |
| 2021年5月31日－2021年6月4日    | 1.4點        | 1.3點                     | [ 5 ]  |
| 2021年6月5日                   | 1.0點        | 1.4點                     | [ 5 ]  |
| 2021年6月6日                   | 1.6點        | 1.4點                     | [ 5 ]  |
| 2021年6月7日－2021年6月11日    | 1.2點        | 1.2點                     | [ 6 ]  |
| 2021年6月12日                  | 1.3點        | 1.5點                     | [ 6 ]  |
| 2021年6月13日                  | 2.1點        | 1.2點                     | [ 6 ]  |
| 2021年6月14日－2021年6月18日   | 1.5點        | 1.2點                     | [ 7 ]  |
| 2021年6月19日                  | 1.0點        | 1.1點                     | [ 7 ]  |
| 2021年6月20日                  | 1.9點        | 1.4點                     | [ 7 ]  |
| 2021年6月21日－2021年6月25日   | 1.3點        | 1.4點                     | [ 8 ]  |
| 2021年6月26日                  | 1.4點        | 0.9點                     | [ 8 ]  |
| 2021年6月27日                  | 2.0點        | 1.5點                     | [ 8 ]  |
| 2021年6月28日－2021年7月2日    | 1.4點        | 1.3點                     | [ 9 ]  |
| 2021年7月3日                   | 1.5點        | 1.0點                     | [ 9 ]  |
| 2021年7月4日                   | 2.0點        | 1.4點                     | [ 9 ]  |
| 2021年7月5日－2021年7月9日     | 1.3點        | 1.1點                     | [ 10 ] |
| 2021年7月10日                  | 2.1點        | 1.2點                     | [ 10 ] |
| 2021年7月11日                  | 1.9點        | 1.2點                     | [ 10 ] |
| 2021年7月12日－2021年7月16日   | 1.2點        | 1.2點                     | [ 11 ] |
| 2021年7月17日                  | 1.8點        | 1.2點                     | [ 11 ] |
| 2021年7月18日                  | 2.0點        | 1.5點                     | [ 11 ] |
| 2021年7月19日－2021年7月22日   | 1.2點        | 1.4點                     | [ 12 ] |
| 2021年7月23日                  | 1.2點(17:30) | 沒有資料                  | [ 12 ] |
| 2021年7月24日                  | 2.3點        | 沒有資料                  | [ 12 ] |
| 2021年7月25日                  | 3.0點        | 沒有資料                  | [ 12 ] |
| 2021年7月26日－2021年7月29日   | 2.1點        | 沒有資料                  | [ 13 ] |
| 2021年7月30日                  | 2.1點        | 2.9點(23:15)              | [ 13 ] |
| 2021年7月31日                  | 2.4點(18:30) | 沒有資料                  | [ 13 ] |
| 2021年8月1日                   | 1.9點        | 沒有資料                  | [ 13 ] |
| 2021年8月2日－2021年8月6日     | 2.0點        | 2.8點(3日23:10、4日23:15) | [ 14 ] |
| 2021年8月7日                   | 2.3點        | 沒有資料                  | [ 14 ] |
| 2021年8月8日                   | 2.3點        | 沒有資料                  | [ 14 ] |
| 2021年8月9日－2021年8月13日    | 1.6點        | 1.4點                     | [ 15 ] |
| 2021年8月14日                  | 1.5點        | 1.0點                     | [ 15 ] |
| 2021年8月15日                  | 2.2點        | 1.6點                     | [ 15 ] |
| 2021年8月16日－2021年8月20日   | 1.5點        | 1.4點                     | [ 16 ] |
| 2021年8月21日                  | 1.5點        | 1.0點                     | [ 16 ] |
| 2021年8月22日                  | 2.6點        | 1.6點                     | [ 16 ] |
| 2021年8月23日－2021年8月27日   | 1.6點        | 1.6點                     | [ 17 ] |
| 2021年8月28日                  | 1.8點        | 1.9點                     | [ 17 ] |
| 2021年8月29日                  | 1.8點        | 1.3點                     | [ 17 ] |
| 2021年8月30日－2021年9月3日    | 1.5點        | 1.3點                     | [ 18 ] |
| 2021年9月4日                   | 1.6點        | 1.1點                     | [ 18 ] |
| 2021年9月5日                   | 1.9點        | 1.9點                     | [ 18 ] |
| 2021年9月6日－2021年9月10日    | 1.4點        | 1.3點                     | [ 19 ] |
| 2021年9月11日                  | 2.0點        | 1.2點                     | [ 19 ] |
| 2021年9月12日                  | 1.7點        | 1.4點                     | [ 19 ] |
| 2021年9月20日－2021年9月24日   | 1.8點        | 1.5點                     | [ 20 ] |
| 2021年9月25日                  | 1.6點        | 1.4點                     | [ 20 ] |
| 2021年9月26日                  | 2.0點        | 1.4點                     | [ 20 ] |
| 2021年9月27日－2021年10月1日   | 1.6點        | 1.5點                     | [ 21 ] |
| 2021年10月2日                  | 1.5點        | 1.3點                     | [ 21 ] |
| 2021年10月3日                  | 1.7點        | 1.1點                     | [ 21 ] |
| 2021年10月4日－2021年10月8日   | 1.5點        | 1.4點                     | [ 22 ] |
| 2021年10月9日                  | 3.6點        | 2.2點                     | [ 22 ] |
| 2021年10月10日                 | 2.5點        | 1.1點                     | [ 22 ] |
| 2021年10月11日－2021年10月15日 | 2.2點        | 1.8點                     | [ 23 ] |
| 2021年10月16日                 | 1.6點        | 1.1點                     | [ 23 ] |
| 2021年10月17日                 | 2.1點        | 2.5點                     | [ 23 ] |
| 2021年10月18日－2021年10月22日 | 1.5點        | 1.2點                     | [ 24 ] |
| 2021年10月23日                 | 1.4點        | 0.9點                     | [ 24 ] |
| 2021年10月24日                 | 2.2點        | 2.0點                     | [ 24 ] |
| 2021年10月25日－2021年10月29日 | 1.1點        | 1.3點                     | [ 25 ] |
| 2021年10月30日                 | 1.6點        | 1.4點                     | [ 25 ] |
| 2021年10月31日                 | 3.0點        | 1.1點                     | [ 25 ] |
| 2021年11月1日－2021年11月5日   | 1.3點        | 1.3點                     | [ 26 ] |
| 2021年11月6日                  | 1.7點        | 1.2點                     | [ 26 ] |
| 2021年11月7日                  | 1.9點        | 1.2點                     | [ 26 ] |
| 2021年11月8日－2021年11月12日  | 1.5點        | 1.4點                     | [ 27 ] |
| 2021年11月13日                 | 1.8點        | 1.5點                     | [ 27 ] |
| 2021年11月14日                 | 2.4點        | 1.4點                     | [ 27 ] |
| 2021年11月15日－2021年11月19日 | 1.4點        | 1.4點                     | [ 28 ] |
| 2021年11月20日                 | 1.8點        | 1.0點                     | [ 28 ] |
| 2021年11月21日                 | 2.1點        | 1.3點                     | [ 28 ] |
| 2021年11月22日－2021年11月26日 | 1.3點        | 1.3點                     | [ 29 ] |
| 2021年11月27日                 | 1.8點        | 1.3點                     | [ 29 ] |
| 2021年11月28日                 | 1.7點        | 1.8點                     | [ 29 ] |
| 2021年11月29日－2021年12月3日  | 1.3點        | 1.2點                     | [ 30 ] |
| 2021年12月4日                  | 1.4點        | 1.5點                     | [ 30 ] |
| 2021年12月5日                  | 2.5點        | 1.5點                     | [ 30 ] |
| 2021年12月6日－2021年12月10日  | 1.5點        | 1.2點                     | [ 31 ] |
| 2021年12月11日                 | 2.2點        | 0.8點                     | [ 31 ] |
| 2021年12月12日                 | 2.4點        | 1.4點                     | [ 31 ] |
| 2021年12月13日－2021年12月17日 | 1.5點        | 1.4點                     | [ 32 ] |
| 2021年12月18日                 | 2.0點        | 0.9點                     | [ 32 ] |
| 2021年12月19日                 | 1.8點        | 1.6點                     | [ 32 ] |
| 2021年12月20日－2021年12月24日 | 1.7點        | 1.4點                     | [ 33 ] |
| 2021年12月25日                 | 1.7點        | 1.2點                     | [ 33 ] |
| 2021年12月26日                 | 2.3點        | 1.4點                     | [ 33 ] |
| 2021年12月27日－2021年12月31日 | 1.8點        | 1.4點                     | [ 34 ] |
| 2022年1月1日                   | 2.2點        | 2.0點                     | [ 34 ] |
| 2022年1月2日                   | 2.5點        | 1.7點                     | [ 34 ] |
| 2022年1月3日－2022年1月7日     | 1.7點        | 1.5點                     | [ 35 ] |
| 2022年1月8日                   | 2.2點        | 1.9點                     | [ 35 ] |
| 2022年1月9日                   | 2.6點        | 2.0點                     | [ 35 ] |
| 2022年1月10日－2022年1月14日   | 1.8點        | 1.8點                     | [ 36 ] |
| 2022年1月15日                  | 1.8點        | 1.7點                     | [ 36 ] |
| 2022年1月16日                  | 2.6點        | 1.9點                     | [ 36 ] |
| 2022年1月17日－2022年1月21日   | 1.8點        | 1.8點                     | [ 37 ] |
| 2022年1月22日                  | 1.5點        | 1.7點                     | [ 37 ] |
| 2022年1月23日                  | 2.6點        | 2.4點                     | [ 37 ] |
| 2022年1月24日－2022年1月28日   | 2.0點        | 1.7點                     | [ 38 ] |
| 2022年1月29日                  | 2.4點        | 2.1點                     | [ 38 ] |
| 2022年1月30日                  | 2.2點        | 2.3點                     | [ 38 ] |
| 2022年1月31日－2022年2月4日    | 2.3點        | 1.8點                     | [ 39 ] |
| 2022年2月5日                   | 3.0點        | 2.3點                     | [ 39 ] |
| 2022年2月6日                   | 2.2點        | 1.6點                     | [ 39 ] |
| 2022年2月7日－2022年2月11日    | 2.4點        | 1.9點                     | [ 40 ] |
| 2022年2月12日                  | 2.6點        | 1.9點                     | [ 40 ] |
| 2022年2月13日                  | 3.3點        | 2.2點                     | [ 40 ] |
| 2022年2月14日－2022年2月18日   | 2.3點        | 1.9點                     | [ 41 ] |
| 2022年2月19日                  | 2.6點        | 1.0點                     | [ 41 ] |
| 2022年2月20日                  | 3.5點        | 2.5點                     | [ 41 ] |
| 2022年2月21日－2022年2月25日   | 2.5點        | 2.0點                     | [ 42 ] |
| 2022年2月26日                  | 2.9點        | 2.2點                     | [ 42 ] |
| 2022年2月27日                  | 2.6點        | 1.9點                     | [ 42 ] |
| 2022年2月28日－2022年3月4日    | 2.4點        | 1.9點                     | [ 43 ] |
| 2022年3月5日                   | 2.3點        | 1.7點                     | [ 43 ] |
| 2022年3月6日                   | 3.5點        | 2.2點                     | [ 43 ] |
| 2022年3月7日－2022年3月11日    | 2.3點        | 2.0點                     | [ 44 ] |
| 2022年3月12日                  | 2.3點        | 1.5點                     | [ 44 ] |
| 2022年3月13日                  | 2.9點        | 1.5點                     | [ 44 ] |
| 2022年3月14日－2022年3月18日   | 2.4點        | 1.8點                     | [ 45 ] |
| 2022年3月19日                  | 2.6點        | 2.0點                     | [ 45 ] |
| 2022年3月20日                  | 2.8點        | 1.4點                     | [ 45 ] |
| 2022年3月21日－2022年3月25日   | 2.4點        | 1.8點                     | [ 46 ] |
| 2022年3月26日                  | 2.2點        | 1.2點                     | [ 46 ] |
| 2022年3月27日                  | 2.6點        | 1.9點                     | [ 46 ] |
| 2022年3月28日－2022年4月1日    | 2.2點        | 1.8點                     | [ 47 ] |
| 2022年4月2日                   | 1.9點        | 2.2點                     | [ 47 ] |
| 2022年4月3日                   | 2.1點        | 1.9點                     | [ 47 ] |
| 2022年4月4日－2022年4月8日     | 2.0點        | 1.6點                     | [ 48 ] |
| 2022年4月9日                   | 2.0點        | 1.5點                     | [ 48 ] |
| 2022年4月10日                  | 1.8點        | 1.2點                     | [ 48 ] |
| 2022年4月11日－2022年4月15日   | 2.0點        | 1.7點                     | [ 49 ] |
| 2022年4月16日                  | 2.5點        | 1.8點                     | [ 49 ] |
| 2022年4月17日                  | 2.4點        | 1.1點                     | [ 49 ] |
| 2022年4月18日－2022年4月22日   | 2.1點        | 1.7點                     | [ 50 ] |
| 2022年4月23日                  | 2.0點        | 1.3點                     | [ 50 ] |
| 2022年4月24日                  | 1.9點        | 1.4點                     | [ 50 ] |
| 2022年4月25日－2022年4月29日   | 1.6點        | 1.4點                     | [ 51 ] |
| 2022年4月30日                  | 2.0點        | 1.0點                     | [ 51 ] |
| 2022年5月1日                   | 2.6點        | 1.4點                     | [ 51 ] |
| 2022年5月2日－2022年5月6日     | 1.7點        | 1.4點                     | [ 52 ] |
| 2022年5月7日                   | 1.8點        | 0.8點                     | [ 52 ] |
| 2022年5月8日                   | 1.7點        | 1.0點                     | [ 52 ] |
| 2022年5月9日－2022年5月13日    | 1.7點        | 1.3點                     | [ 53 ] |
| 2022年5月14日                  | 2.0點        | 0.7點                     | [ 53 ] |
| 2022年5月15日                  | 1.7點        | 1.6點                     | [ 53 ] |
| 2022年5月16日－2022年5月20日   | 1.4點        | 1.3點                     | [ 54 ] |
| 2022年5月21日                  | 1.2點        | 0.8點                     | [ 54 ] |
| 2022年5月22日                  | 2.2點        | 1.2點                     | [ 54 ] |
| 2022年5月23日－2022年5月27日   | 1.4點        | 1.3點                     | [ 55 ] |
| 2022年5月28日                  | 1.1點        | 0.7點                     | [ 55 ] |
| 2022年5月29日                  | 1.7點        | 1.3點                     | [ 55 ] |
| 2022年5月30日－2022年6月3日    | 1.4點        | 1.1點                     | [ 56 ] |
| 2022年6月4日                   | 1.8點        | 1.0點                     | [ 56 ] |
| 2022年6月5日                   | 1.6點        | 1.2點                     | [ 56 ] |
| 2022年6月6日－2022年6月10日    | 1.5點        | 1.2點                     | [ 57 ] |
| 2022年6月11日                  | 1.9點        | 1.2點                     | [ 57 ] |
| 2022年6月12日                  | 2.4點        | 1.3點                     | [ 57 ] |
| 2022年6月13日－2022年6月17日   | 1.3點        | 1.1點                     | [ 58 ] |
| 2022年6月18日                  | 1.4點        | 0.8點                     | [ 58 ] |
| 2022年6月19日                  | 1.4點        | 1.1點                     | [ 58 ] |
| 2022年6月20日－2022年6月24日   | 1.3點        | 1.3點                     | [ 59 ] |
| 2022年6月25日                  | 1.9點        | 1.4點                     | [ 59 ] |
| 2022年6月26日                  | 1.3點        | 1.5點                     | [ 59 ] |
| 2022年6月27日－2022年7月1日    | 1.6點        | 1.3點                     | [ 60 ] |
| 2022年7月2日                   | 2.5點        | 1.2點                     | [ 60 ] |
| 2022年7月3日                   | 2.0點        | 0.8點                     | [ 60 ] |
| 2022年7月4日－2022年7月8日     | 1.3點        | 1.4點                     | [ 61 ] |
| 2022年7月9日                   | 1.7點        | 0.7點                     | [ 61 ] |
| 2022年7月10日                  | 1.3點        | 1.3點                     | [ 61 ] |
| 2022年7月11日－2022年7月15日   | 1.5點        | 1.3點                     | [ 62 ] |
| 2022年7月16日                  | 1.7點        | 1.3點                     | [ 62 ] |
| 2022年7月17日                  | 不適用       | 4.6點                     | [ 62 ] |

## 相關節目
- Now早晨
- Now午間新聞
- Now深宵新聞